# Parc forestier de Binjiang
Le parc forestier de Binjiang (chinois simplifié : 滨江森林公园 ; chinois traditionnel : 濱江森林公園 ; pinyin : Bīnjiāng sēnlín gōngyuán) est situé à Gaoqiao, dans le district de Pudong, à Shanghai, en Chine. À cet endroit convergent le fleuve Huangpu, le fleuve Yangtze et la mer de Chine orientale. Il a été créé à partir d'une pépinière et couvre une superficie d'environ 120 hectares. Le parc a ouvert en 2007.

## Transport
- Ligne 6 du métro de Shanghai, station Gangcheng Road